# 京浜急行電鉄車両管理区
京浜急行電鉄車両管理区（けいひんきゅうこうでんてつしゃりょうかんりく）とは神奈川県横須賀市舟倉にある京浜急行電鉄の車両基地である。

## 概要
京急ファインテック久里浜事業所の留置線を活用して設置された。そのため、久里浜事業所、久里浜工場信号所と隣接している。
他の検車区とは別の扱いの組織となっている。
久里浜検車区の主な業務は列車検査、車両清掃等である。車両配置はあるが、月検査は行っていないため、同検車区所属車両の月検査はすべて金沢検車区で実施している。

## 構内
京急久里浜線の京急久里浜駅 - 北久里浜駅に位置する。久里浜線を挟んだ北側に久里浜工場、南側に久里浜検車区がある。
久里浜工場は西側から入出場検査場（2 - 5番線）、主工場建屋、車両移動用トラバーサーを挟み、塗装工場、特修工場などから構成される。構内北側には約1 km長の試験線（試運転線）がある

## 配置車両
2024年4月1日現在、290両が配置されている。営業車両は全て8両となっている。
- 1500形：40両（8両×5編成）
- 600形：64両（8両×8編成）
- 2100形：56両（8両×7編成）
- 1000形：128両（8両×16編成）
- デト17・18形：2両（2両×1編成）

## 沿革
- 1963年（昭和38年）11月1日 - 久里浜工場操業開始[1]。総工費は約13億円[4]。
- 1990年（平成2年）3月29日 - 久里浜検車区竣工[2]。
- 2001年 - 車両管理区に改組。